# Fabien Andriamihanta
Fabien Heritiana Andriamihanta – madagaskarski zapaśnik walczący w stylu wolnym. Zajął jedenaste miejsce na mistrzostwach Afryki w 2008. Złoty medalista igrzysk Wysp Oceanu Indyjskiego w 2007 roku.